# Melchior Lorck
Melchior Lorck (1526 o 1527 - después de 1583) fue un pintor y grabador renacentista de origen dano-germánico.
Su obra gráfica es el archivo visual historiográfico más importante que existe sobre la vida en la Turquía otomana del siglo XVI.
Lorck es también el primer artista danés para el que es posible establecer una biografía sustancial y atribuir una parte importante de su obra.

## Biografía

### Juventud y formación
Melchior Lorck, nacido en 1526 o 1527, era hijo de Thomas Lorck, clérigo de la ciudad de Flensburg, en el ducado de Schleswig (Sacro Imperio Romano Germánico). El primer documento que se refiere a Lorck es el recibo de un viaje real danés de cuatro años, pagado por el rey Cristián III de Dinamarca y firmado el 22 de marzo de 1549 en Flensburg. Sus primeros grabados datan de los años anteriores a este viaje, al principio con torpes copias, según Heinrich Aldegrever, pero rápidamente desarrolló un buen dominio del buril, como en el grabado decididamente antipapal El Papa como un hombre salvaje (1545)  y Retrato de Martín Lutero (1548)  Con el viaje real retribuido, Lorck fue a la Alemania actual y alrededor de 1550 se instaló en Nuremberg, donde rindió homenaje al preeminente artista local de la generación anterior y uno de los grabadores más importantes de la historia, Alberto Durero, en un retrato grabado en una medalla de Hans Schwarz. 
Tras una visita a Roma en 1551 y una breve estancia en Neuburg an der Donau, donde trabajó brevemente en la residencia del conde palatino Otón Enrique, ejerció su profesión en el círculo de la importante familia Fugger de Augsburgo, aproximándose así a la familia imperial de los Habsburgo.

### Vida en Turquía

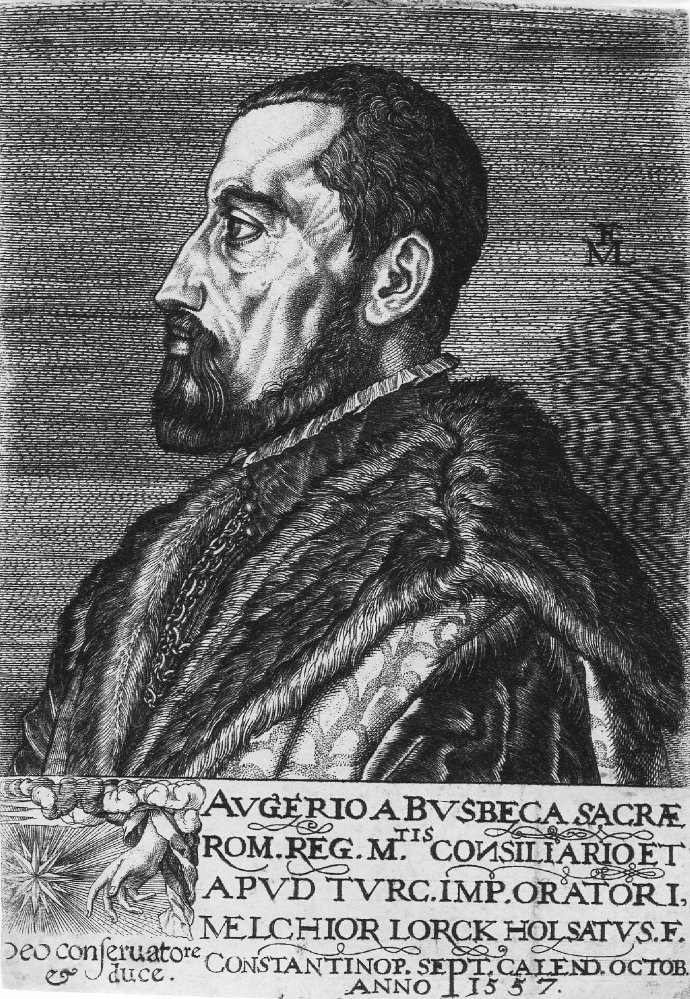
Ogier Ghiselin de Busbecq, 1557.

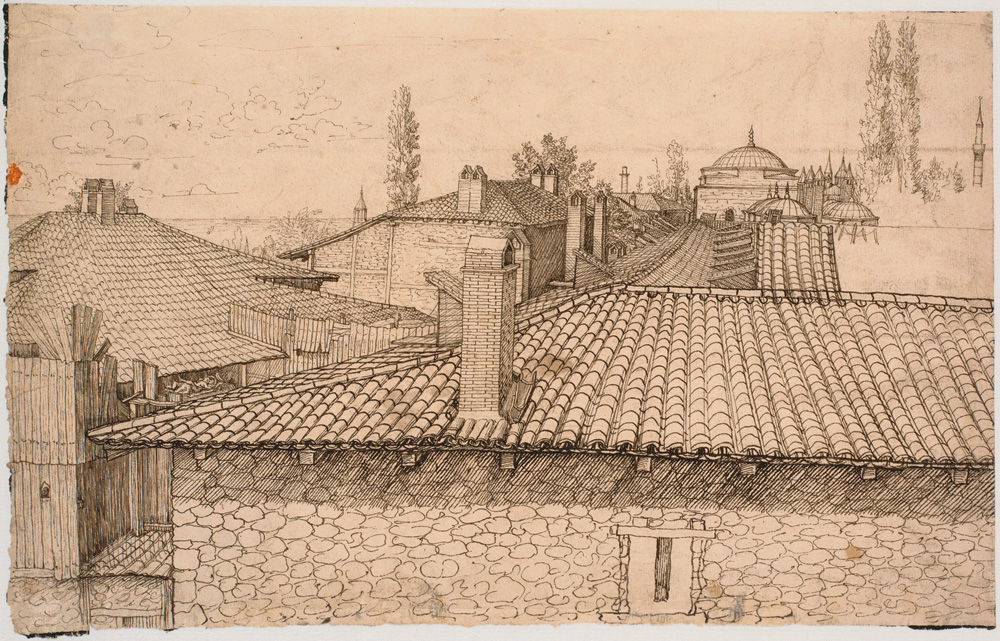
Vista des los tejados de Constantinopla, 1555-1559, pluma y tinta, Galería Nacional de Dinamarca, Copenhague.

En 1555, el rey germano Fernando I —que se convertiría en emperador del Sacro Imperio Romano Germánico en 1556—, mandó una embajada liderada por Ogier Ghiselin de Busbecq a la Sublime Puerta, la corte del sultán Solimán el Magnífico en Constantinopla, y de la que formó parte Melchor Lorck. El propósito de este compromiso era negociar un tratado sobre Hungría, que ambos imperios exigían. Después de que los otomanos derrotaran al ejército húngaro en la batalla de Mohács (1526) —donde murió el rey Luis II de Hungría— la «Pequeña guerra de Hungría» continuó. Esta embajada, dirigida por Ogier Ghislain de Busbecq, condujo finalmente a un alto el fuego en 1562; se celebra y se relata en las Cartas turcas de Busbecq, publicadas en Amberes en 1581-1588.
De los tres años y medio que pasó en la capital turca, Lorck pasó uno y medio con el séquito confinado en el caravasar de Elçi Hanı, donde se habían establecido los alemanes. En ella, Lorck hizo retratos en grabados de Busbecq (ver al lado) y de sus co-embajadores Ferenc Zay  y Antonio Verancsics (Antonius Verantius), algunos dibujos de animales y una vista de los tejados de la ciudad (ver al lado). En los períodos de mayor libertad, dibujó monumentos antiguos y modernos de la ciudad, así como costumbres y ropas de varios sujetos encontrados en varios lugares del Imperio otomano.
Al final de su estancia, tuvo que pasar un largo período con el ejército turco, ya que más tarde hizo muchos retratos de personas de diversos rangos y nacionalidades en el ejército otomano.

### Empleo imperial

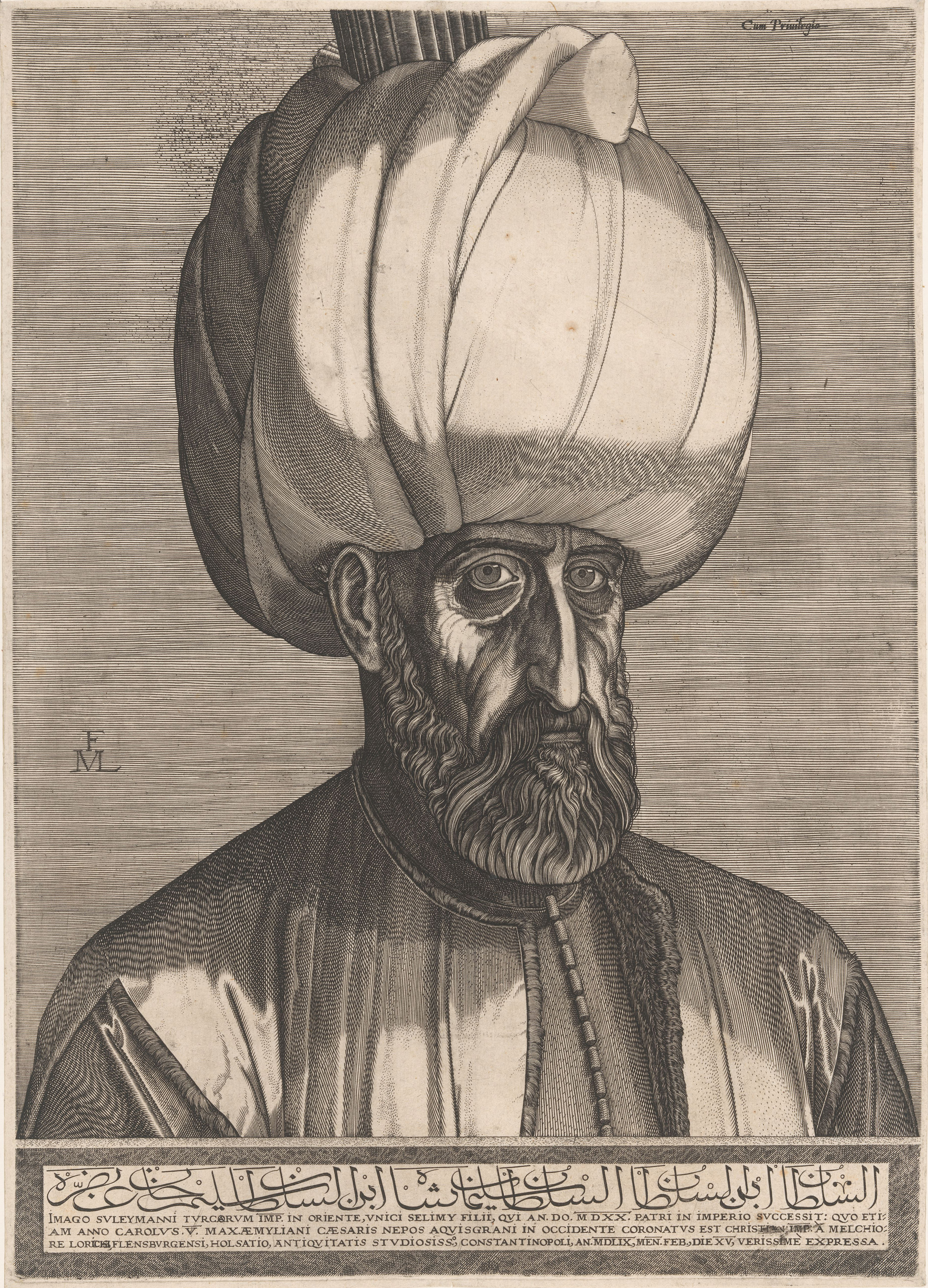
El sultán Solimán el Magnífico, como se presume visto por Lorck en Constantinopla el 15 de febrero de 1559. Grabado, 2º estado, 40,7 × 28,9 cm. Copenhague, Statens Museum for Kunst, Departamento de estampas y dibujos (inv. no KKSgb6141).

Lock regresó a Europa occidental en otoño de 1559. Al año siguiente, está atestiguada su presencia en Viena, donde permaneció hasta 1566. Sus dibujos de monumentos antiguos en y alrededor de Constantinopla fueron ejecutados durante este período. La Columna de Arcadio, el obelisco en el pedestal de Teodosio I el Grande en el Hipódromo y la columna del pedestal de Constantino representan monumentos que ya han desaparecido. La monumental Perspectiva de Constantinopla, vista desde atrás del Cuerno de Oro en Gálata/Pera, también fue ejecutada en esta época. Este dibujo, de 1145 × 45 cm, realizado en veintiuna hojas de papel con tinta marrón y negra y acuarela, muy detallado, se considera uno de los más representativos del dibujo topográfico primitivo. También contiene el primer autorretrato del artista.
En Viena, Melchior Lorck fue contactado dos veces por el hermano del rey Cristián III de Dinamarca, el duque Juan II de Schleswig-Holstein-Haderslev, quien solicitó sus servicios. Pero Lorck respondió que aceptaría de buena gana si no estuviera tan ocupado. Cuando finalmente respondió de manera afirmativa en 1563, también envió una carta al rey Federico II de Dinamarca que contenía una larga y completa descripción de su carrera. En 1562, Melchior Lorck realizó un gran retrato en busto del sultán Solimán el Magnífico y del embajador persa en Constantinopla, Ismail, que adjuntó a sus cartas. En sus cartas, Lorck pedía el mecenazgo, que obtuvo con una gracia real de 200 rigsdalers daneses. Los recibió de manos de su hermano Andreas Lorck, quien también entró al servicio del rey en Copenhague.
Poco después de sus cartas de enero de 1563, se le asignaron nuevas misiones y estuvo en Viena durante otros cinco años. En 1562, el hijo de Fernando I, Maximiliano II de Habsburgo, fue elegido Rey de romanos (es decir, futuro emperador) en Fráncfort del Meno, y viajó por el Danubio para ser recibido y honrado en las ciudades que lo bordeaban hasta la última ciudad, Viena. Lorck se encargó así de preparar la grandiosa entrada del rey en marzo de 1563, y también tanto redecorar la ciudad con arcos de triunfo, tiendas de vino y calles de tres carriles, como que los propios habitantes tuvieran que vestirse con los colores de los Habsburgo.
El 22 de febrero de 1564, el emperador confirmó el estatus de nobleza de Melchior Lorck y sus tres hermanos, Caspar, Baltasar y Andreas, citando su estancia en Turquía como el principal argumento del documento de ennoblecimiento. Por la misma época, Lorck fue empleado como hartschier (del italiano, arciere, «arquero»), un puesto honorífico en la guardia montada del emperador con un salario anual, puesto que conservó hasta 1579.
En 1566, siguió al emperador en una campaña militar en Hungría que desembocó en la muerte de Solimán el Magnífico durante el sitio de Szigetvár. En diciembre de ese año, Maximiliano II escribió una inusual carta a su "«primo» el rey Federico II pidiéndole que recibiera adecuadamente a Melchior Lorck, quien llegó a Dinamarca para recuperar la herencia de su hermano mayor Caspar, que murió en la Guerra nórdica de los Siete Años entre Dinamarca y Suecia. En la carta también le pidió que se le permitiera volver a su servicio, lo que demuestra que Maximiliano II temía que Federico II requiriera a Lorck para que permaneciera en Dinamarca a su servicio. Viajando hacia el norte parece no haber ido más allá de Flensburg antes de regresar al sur.

### Vida en Hamburgo
En 1567, Melchior Lorck aparece en documentos del ayuntamiento de Hamburgo, donde parece que permaneció hasta 1572; allí escribió su testamento. Inicialmente, Lorck fue empleado como cartógrafo para cartografiar los pequeños afluentes que fluyen hacia el río Elba, desde Geesthacht hacia el mar, a fin de apoyar las reclamaciones legales del territorio del vecino ducado de Brunswick-Luneburgo. El impresionante mapa resultante todavía se conserva en los Archivos del Estado de Hamburgo.

Mapa del Elba, 1568, acuarela y gouache sobre tiza roja, pluma y tinta, 1,09 × 12,15 m. Hamburgo, Archivos del Estado de Hamburgo.

Otro encargo importante para la ciudad fue la reconstrucción de la puerta de la ciudad de Schartor, que comenzó en 1568 y se completó en 1570.
En Hamburgo, Lorck publicó el panfleto antiturco Ein Liedt vom Türcken und Anti-Christ (Una canción sobre el Turco y el Anticristo), en un tono bastante diferente al de los siguientes panfletos, más neutrales en sus descripciones de los turcos. 
En el testamento de Lorck, uno de los únicos testimonios de su vida familiar, consta que legó todas sus posesiones a su viuda, una tal Anna Schrivers, a quien describe como su prometida; siendo la única vez que se la menciona.
Los últimos rastros que tenemos de Lorck datan de su estancia en Amberes en 1574, donde finalmente recibió su salario y una compensación por su trabajo en Schartor. Al año siguiente, fue llamado a esta ciudad para testificar en la cámara imperial para un caso sobre las posesiones territoriales del este de Hamburgo llamadas Vierlande; dibujó un mapa para documentarlo.

### Vida en Amberes
Parece que Lorck llegó a Amberes en 1573. Fue uno de los primeros en escribir una entrada en el liber amicorum de Abraham Ortelius. Lorck se hizo amigo del grabador Philips Galle, que le dedicó el libro de Hans Vredeman de Vries sobre estanques y fuentes. Lorck trabajó para la imprenta de Cristóbal Plantino.
Se publicaron comentarios elogiosos en el Civitates orbis terrarum  de Georg Braun y Frans Hogenberg, así como el retrato del anticuario Hubert Goltzius, hermano de Hendrik Goltzius, que muestran la red que pudo establecer durante su estancia en la ciudad. Lorck ejecutó un grabado con el retrato de Goltzius para la Historia Siciliae et Magna Graeciae (Brujas, 1576).
Los tumultos provocados por la guerra de los Ochenta Años le hicieron huir de la ciudad en el verano de 1574, como insinuó en su carta remitida a Ortelius en octubre de ese año.
Para Lorck, Amberes fue el lugar más prometedor de su carrera: se encontraba en el centro humanístico más importante de Europa gracias a las prolíficas editoriales, encabezadas por Plantino. Lorck publicó su único libro coherente en Amberes, Soldan Soleyman Tvrckhischen Khaysers, vnd auch Furst Ismaelis auß Persien, Whare vnd eigendtliche contrafectung vnd bildtnuß (Las falsificaciones e imágenes verdaderas y falsas del emperador turco, el sultán Solimán y el príncipe Ismail de Persia), en abril de 1574. El libro —cuyo único ejemplar conocido pereció en una tormenta ígnea en Hamburgo en junio de 1943 como resultado de la operación Gomorra llevada a cabo por las fuerzas aliadas durante la Segunda Guerra Mundial— contiene dos bustos y dos retratos de cuerpo entero del sultán y del embajador persa de la Sublime Puerta, Ismail, y poemas de Conrad Leicht y Paulus Melissus. Hay un anuncio muy largo —citado en la disertación de Hans Harbeck de 1911— de un libro a punto de ser publicado que describiría toda la sociedad turca y que parece anunciar la publicación del trabajo entonces en curso llamado la  Publicación Turca (Wolgerissene und geschnittene Figuren...).

### Pintor del rey danés

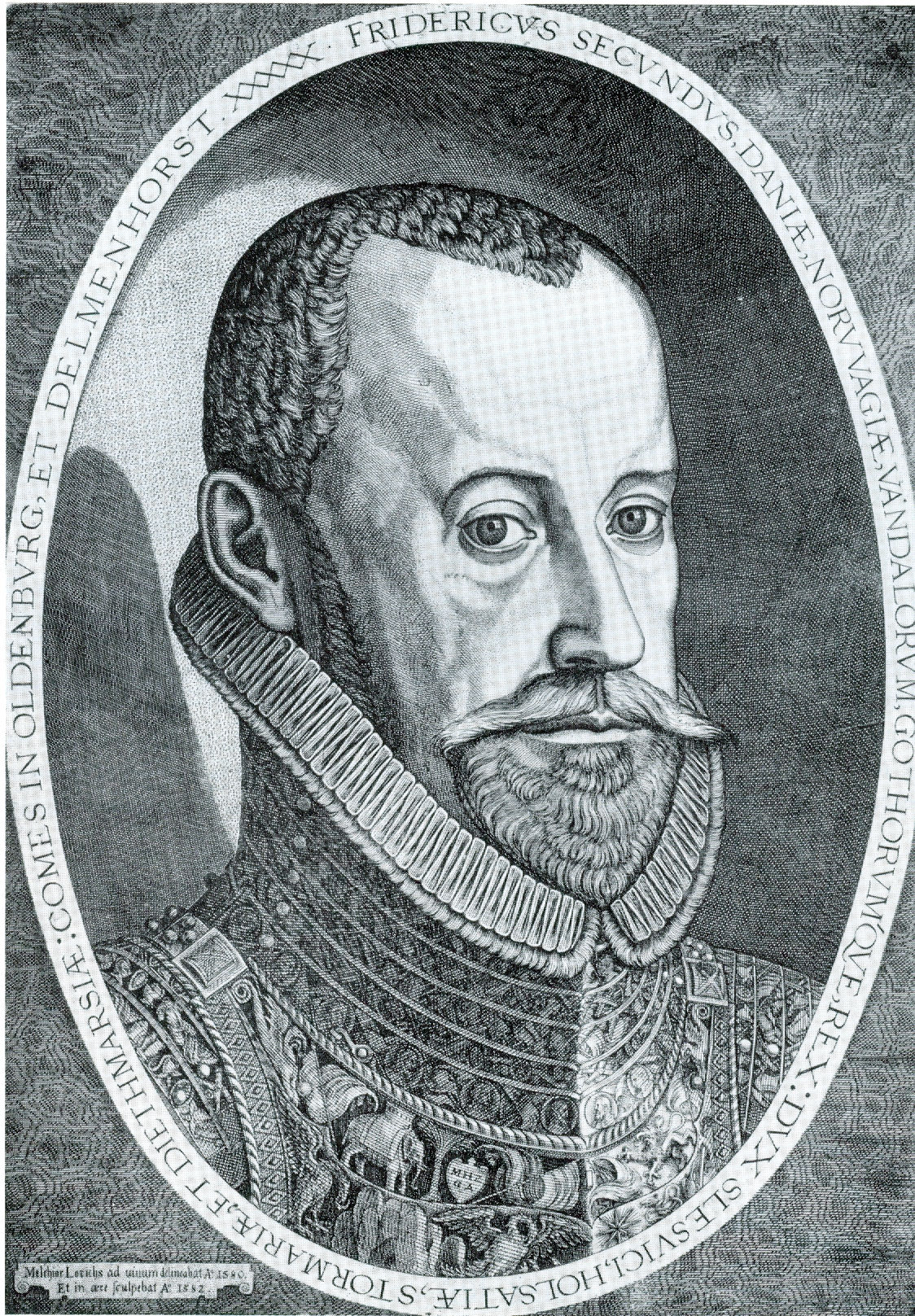
El rey Federico II, grabado de Melchior Lorck, 1582.

Cuando Lorck recibió su paga por su viaje de parte del rey Cristián III de Dinamarca en 1549, prometió ausentarse durante cuatro años y regresar únicamente para entrar al servicio del rey o de su sucesor. Esto no fue exactamente lo que hizo, ya que siempre fue interrumpido por proyectos más interesantes. Sin embargo, en 1578 propuso su candidatura en la corte imperial para un pequeño señorío en Silesia, Guppern (no localizado con certeza). Cuando su candidatura fue rechazada por el emperador Rodolfo II, solicitó en 1579 una pensión y la exención de su deber como hartschier, que le fueron concedidas magnánimamente.
El 19 de febrero de 1583 aparece en el libro de cuentas del Estado danés con el comentario: «Su Majestad Real empleó a Melcher Lorichs como pintor y falsificador el 19 de febrero de 1580».
Sus grabados destinados al rey se han perdido, aunque no está claro si realmente existía una obra completa. Los únicos que han sobrevivido son un retrato grabado del rey, una xilografía para un frontispicio de las reglas de la Orden del Elefante y un retrato de cuerpo entero del rey Federico II pintado, el primero de su tipo en el arte danés. Aparte de estos trabajos, Lorck se dedicó principalmente a los grabados en madera de la Publicación Turca.

### Final de su vida
El 10 de noviembre de 1582, el rey relevó a Lorck de sus funciones, declarando que su despido sería honorable si devolvía su carta de nombramiento. El último salario se le pagó el 4 de marzo de 1583; esta es la última fuente segura que prueba que todavía estaba vivo en esa fecha. La fecha de la muerte de Melchior Lorck es generalmente aceptada como posterior a 1583, en Copenhague.
Además, se le atribuye un mapa de una parte del río Elba de 1594, pero no se ha podido confirmar, ya que este mapa desapareció en el incendio de Hamburgo de 1842.

## Obras

### La Publicación Turca

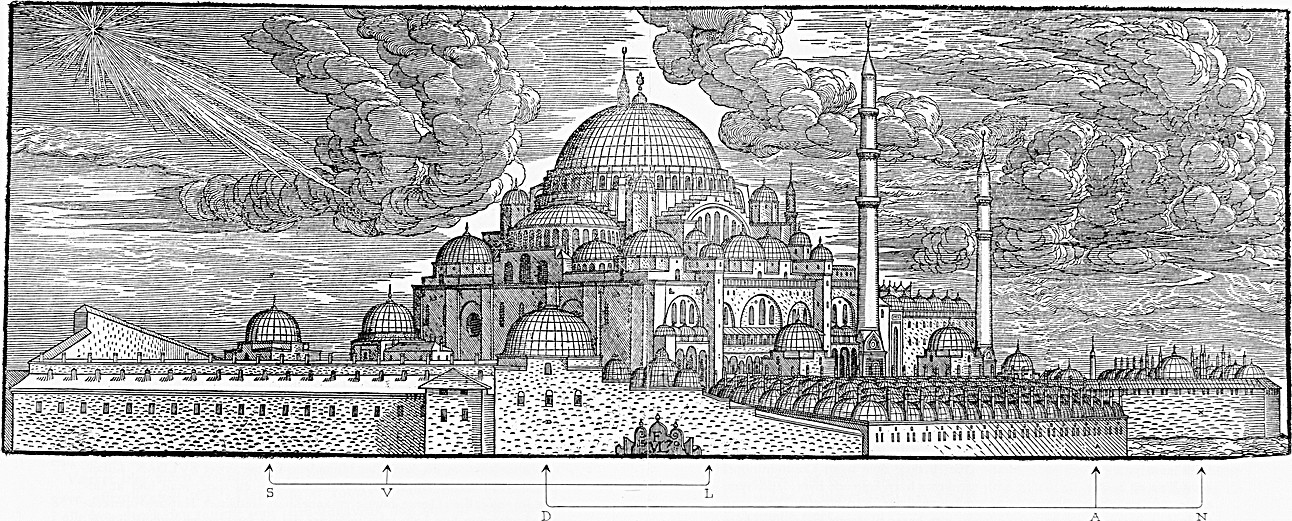
La mezquita de Solimán en Estambul.

Cuando fue contratado como hartschier, Lorck decidió llevar a cabo su proyecto de publicar un libro sobre Turquía. En una carta al rey danés Federico II, de fecha 19 de mayo de 1575,  indica que tenía problemas para financiar la publicación de su libro y pedía ayuda financiera.
En los años entre 1570 y esa fecha, Lorck hizo muchos bloques de xilografías basadas en sus dibujos de Turquía, principalmente en Amberes. Doce de ellos, consistentes en motivos arquitectónicos de monumentos locales, están fechados en 1570; otros cinco, que representan a miembros del ejército turco y su séquito, están fechados en 1575. En los años siguientes llegó a un total de 128 bloques, que componen la Publicación Turca como se conoce hoy en día.
Se conocen pocos dibujos preparatorios. Al menos uno de ellos, sugiere que Lorck planeaba hacer más grabados que los que componen la Publicación Turca.

### Destino probable de los grabados turcos

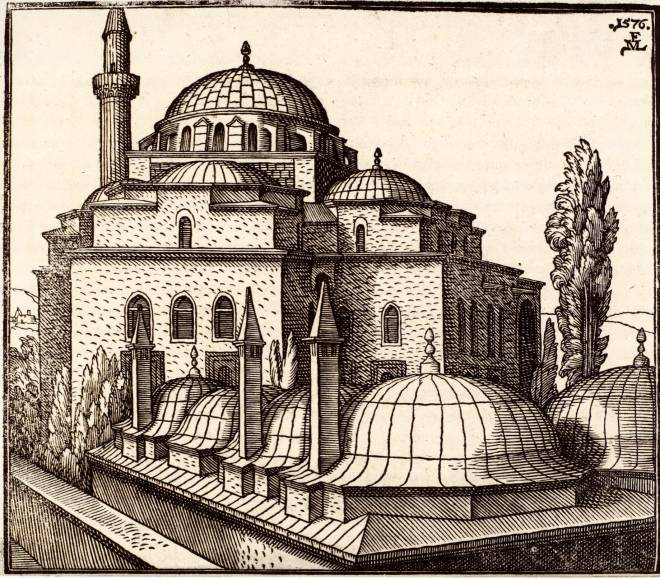
Melchior Lorck, Mezquita de Atik Ali Pasha, 1576, Copenhague, Biblioteca Real

Se desconoce qué fue del artista y el gran número de bloques de madera que se utilizó para las publicaciones turcas desde sus últimos rastros documentados en 1583. Existen dos copias de un prototipo de frontispicio, fechado en 1575, que llevan la misma fecha y el mismo título superior —Wolgerissene und geschnittene Figuren in Kupffer und Holz durch. Den Kunstreichen und weitberümten Melcher Lorch für die Mahler Bildthawer und Kunstliebenden. an tag gegeben— pero su tipografía es diferente. Mientras que la edición de 1619 nunca vio la luz del día, los grabados se publicaron siete años después en Hamburgo con el mismo título. Por lo tanto, es posible que los bloques estuviesen en Hamburgo desde la muerte de Lorck.
El principal especialista de Lorck, el Dr. Erik Fischer, un curador del Departamento de Impresiones de la Biblioteca Real de Copenhague, sugiere que la Publicación turca es de hecho sólo el cuerpo principal de lo que quería lograr Lorck. Cuando los bloques fueron reeditados en 1646, se adjuntó un registro de motivos al conjunto, pero no coincide con las impresiones presentadas, lo que demuestra que existe otro conjunto original de impresiones. De la tesis de Fischer se desprende que este "original" es una obra manuscrita destinada a completar los grabados y cumplir así la promesa hecha en 1574 (Soldan Soleyman...), de una descripción exhaustiva de la sociedad, la vida y las costumbres turcas. Esta idea es corroborada por el contexto en el que los grabados fueron reutilizados por otro editor de Hamburgo, Eberhard Werner Happel, que los insertó en sus boletines sobre las guerras turcas de la década de 1680 y sobre las costumbres turcas. Aquí aparecen trozos de descripción que podrían haber sido tomados de un texto relacionado con los grabados y basado en la experiencia personal con los turcos, muy probablemente un texto del propio Lorck.

### Proyecto «Trachtenbuch»

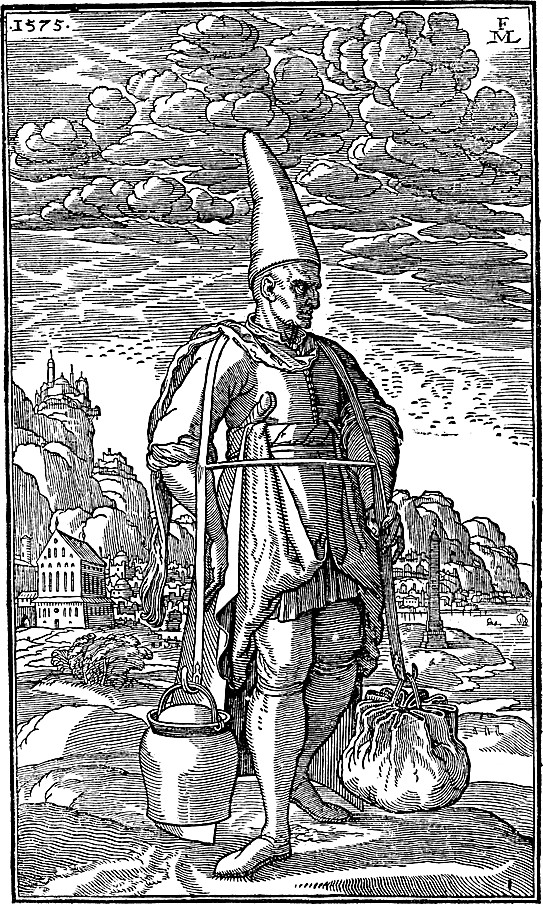
Melchior Lorck, El cocinero de los jenízaros, 1575, Copenhague, biblioteca real.

Un gran número de dibujos, la mayoría de los cuales fueron hechos a principios de 1570, representan figuras y grupos con sus ropas típicas. Lorck parece haber planeado hacer un libro de vestimentas, un género muy popular en esa época. Los dibujos, en los que se indica sistemáticamente la región o ciudad de origen del traje, son todos dibujos preparatorios para la xilografía; pero ninguno de ellos se conoce, y el proyecto quedó inconcluso.

## Posterioridad
Melchior Lorck era muy conocido a finales del siglo XVI y es mencionado en el Schilder-boeck de Carel van Mander, aunque no hay ninguna entrada dedicada a él. También fue conocido como el célebre niño de Flensburg.
Después de la aparición de la Publicación Turca en 1626, inspiró a muchos artistas y sus representaciones de los turcos se convirtieron en un estándar en la visión occidental de los turcos. Nicolas Poussin y Stefano della Bella se inspiraron en este libro y Rembrandt tenía una copia.[cita requerida]
Lorck es poco conocido hoy en día, pero se hace referencia a él en los estudios sobre la relación entre Europa y el Imperio otomano en el siglo XVI, así como en los estudios orientales.